# Babice Donje
Pour les articles homonymes, voir Babice.
Babice Donje (en cyrillique : Бабице Доње) est un village de Bosnie-Herzégovine. Il est situé dans la municipalité de Lukavac, dans le canton de Tuzla et dans la fédération de Bosnie-et-Herzégovine. Selon les premiers résultats du recensement bosnien de 2013, il compte 533 habitants.

## Géographie
Le village est situé au bord du lac de Modrac.

## Démographie

### Évolution historique de la population
| 1948 | 1953 | 1961 | 1971 | 1981 | 1991 | 2013 |
| ---- | ---- | ---- | ---- | ---- | ---- | ---- |
| -    | -    | 519  | 608  | 556  | 596  | 533  |

|  |

### Communauté locale
En 1991, Babice Donje faisait partie de la communauté locale de Babice qui comptait 1 388 habitants, répartis de la manière suivante :